# Maria Zambaco

Maria Zambaco, door Rossetti

Maria Zambaco, geboren Marie Terpsithea Cassavetti (Londen, 29 april 1843 - Parijs, 14 juli 1914) was een Grieks-Engels beeldhouwster en een favoriet model van de prerafaëlieten. Meer in het bijzonder was ze de muze van kunstschilder Edward Burne-Jones.

## Leven en werk

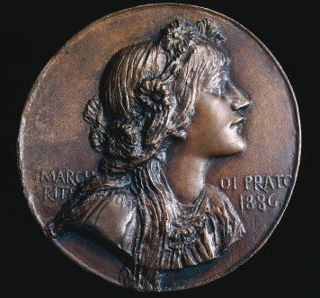
Medaille door Maria Zambaco

Maria was de dochter van de rijke Engels-Griekse koopman Demetrios Cassavetti en nicht van muze Marie Spartali Stillman. In 1860 trouwde ze met de dokter Zambaco, woonde een tijdje in Frankrijk en kreeg twee kinderen. Het huwelijk bleek echter geen succes en ze keerde met haar kinderen terug naar Londen, waar ze weer ging wonen bij haar moeder. Daar begon ze te werken als beeldhouwster en volgde studies aan de Slade School of Fine Art.
Via haar moeder werd Maria vanaf 1866 geïntroduceerd in prerafaëlitische kringen en zat onder andere model voor James McNeill Whistler, Dante Gabriel Rossetti en Edward Burne-Jones. Met Burne-Jones, hoewel getrouwd, begon ze in 1867 een stormachtige relatie. Toen Burne-Jones in 1869 aangaf zijn vrouw te zullen verlaten maar dit uiteindelijk toch niet deed, maakte Maria een enorme scène, uitmondend in een zelfmoordpoging met laudanium, hetgeen tot een groot schandaal leidde. Burne-Jones zou zijn vrouw uiteindelijk nooit verlaten maar zijn relatie met Maria zou nog jaren voortduren. Het zou nog vele portretten opleveren, waarbij Burne-Jones Maria vaak afbeeldde als verleidster.
Toen het voor Maria in 1880 duidelijk werd dat Burne-Jones zijn vrouw uiteindelijk nooit zou verlaten vertrok ze naar Parijs, nam het beeldhouwen weer op en werd een leerling van Auguste Rodin. Daarnaast legde ze zich ook toe op het maken van medailles en reliefs. Ze exposeerde in de Parijse salon en tussen 1886 en 1889 ook bij de Royal Academy of Arts. Ze zou haar hele verdere leven in Parijs blijven wonen en overleed er in 1914. Haar lichaam werd overgebracht naar Engeland en bijgezet in het familiegraf in West Norwood, waar ze begraven ligt onder haar geboortenaam.

## Maria Zambaco door Burne Jones

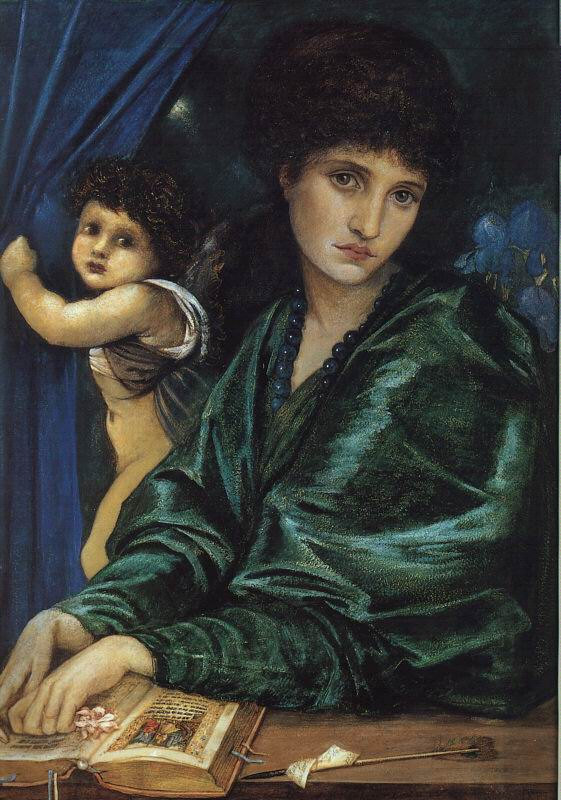
Portrait of Maria Zambaco, 1870
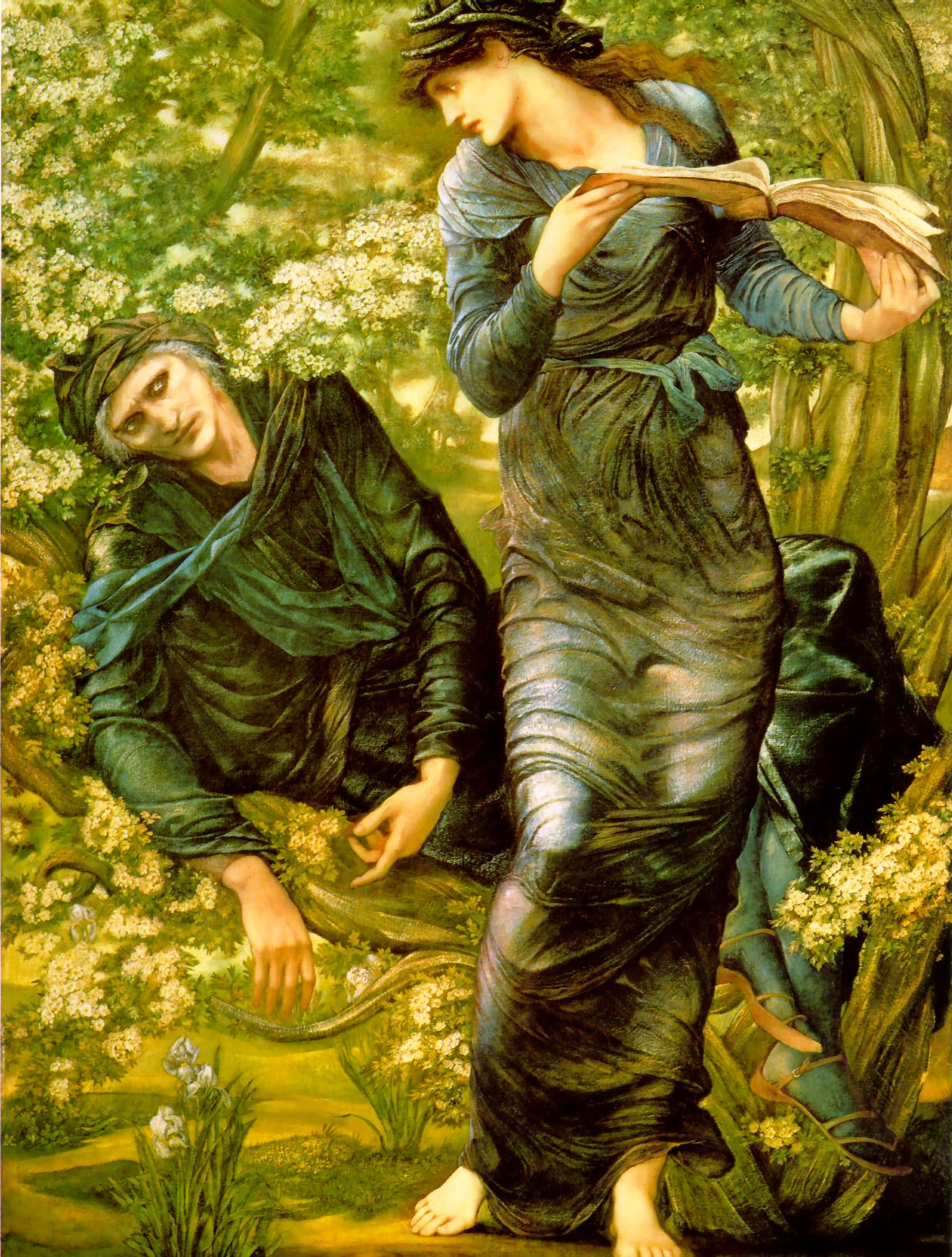
The Beguiling of Merlin, 1874
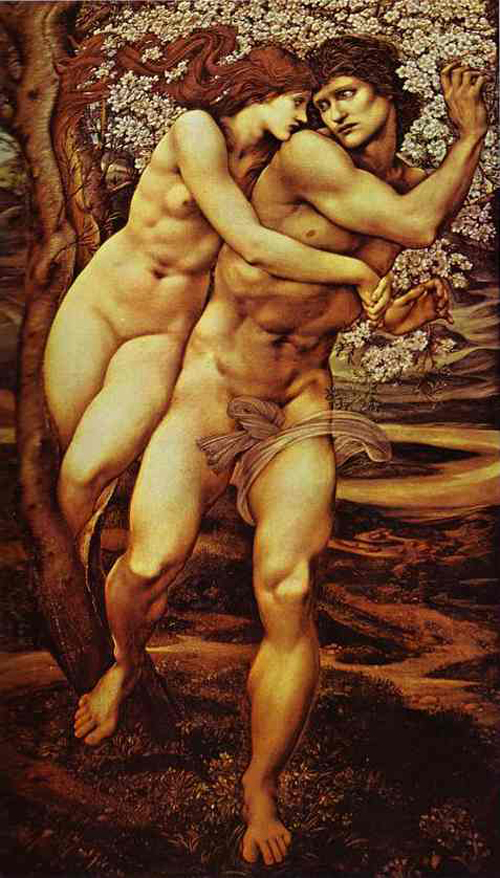
Phyllis and Demophoon, ca. 1874
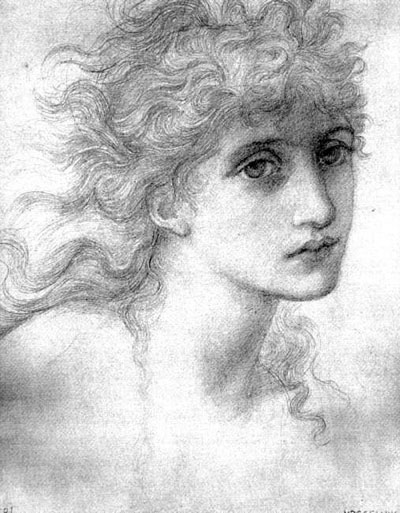
Maria Zambaco, study